# Simon Gronowski
Simon Gronowski (Brussel, 12 oktober 1931) is doctor in de rechten, advocaat aan de Brusselse balie en jazzpianist. Als holocaust-overlever geeft hij wereldwijd toespraken.
Gronowski was voorzitter van de  l'Union des déportés juifs en Belgique, filles et fils de la déportation (Vereniging van de Joodse Weggevoerden in België Dochters en Zonen der Deportatie).
Hij getuigt over heel de wereld over de shoah bij de oudere en jonge generaties, die hij reeds vaak vergezelde naar Auschwitz. Zijn doelstelling is vooral de jongeren de barbarij van de nazi's in België en heel Europa te leren kennen om democratie te blijven beschermen.

## Biografie
Simon werd geboren op 12 oktober 1931 in Ukkel. Zijn moeder, Chana Kaplan, kwam uit Litouwen en zijn vader, Leon Gronowski, uit Polen, van waaruit hij moest vluchten vanwege de slechte economische omstandigheden en het opkomende antisemitisme. Leon werkte in de mijnen tijdens zijn eerste jaren in België, daarna verbeterde hun situatie en kregen ze hun eerste kind, dochter Ita, zeven jaar voor Simon. Léon en Chana, hielden voor de Tweede Wereldoorlog de lederwinkel "Chez Sally" open in Etterbeek. De jonge Simon was bij de scouts in Brussel.
De familie kwam tijdens de Duitse bezetting snel op de lijst van Joden te staan. Later kwam er op de vitrine van de winkel een plakkaat  "Jüdisches Geschäft - Entreprise Juive - Joodse Onderneming" en moesten ze de gele Jodenster dragen.
Simon werd in de ochtend van 17 maart 1943 met zijn moeder en zijn zus door de Gestapo op hun onderduikadres opgepakt en opgesloten in de kelders van hun hoofdkwartier in de Louizalaan. De dag erna werden ze naar de Dossinkazerne in Mechelen gevoerd. Vader lag toen in het ziekenhuis met een longaandoening en moeder had de Duitsers verteld dat ze weduwe was. Gedurende een maand werden moeder en zoon opgesloten in erbarmelijke omstandigheden tot aan hun deportatie. Zus Ita werd er vijf maanden gevangen gehouden.
De elfjarige jongen heeft zijn wegvoering overleefd door met de hulp van zijn moeder, ter hoogte van Borgloon  uit de wagon te springen van het bekende Twintigste treinkonvooi, dat hem op 19 april 1943 van de Dossinkazerne naar het vernietigingskamp van Auschwitz-Birkenau voerde. Zijn moeder is niet uit het konvooi kunnen ontsnappen en werd later vermoord door de nazi's. Simon werd opgevangen en geholpen door de rijkswachter Jean Aerts te Borgloon. Zijn vrouw gaf hem eten, een bad en kledij. Een dokter, Jan, bracht hem terug naar Brussel. De rest van de oorlog leefde Simon ondergedoken bij de ouders van een vriend.
Op 20 september werd zijn zus Ita op het Tweeëntwintigste treinkonvooi gezet en stierf twee dagen later in de gaskamers van Auschwitz-Birkenau. Zijn vader stierf van verdriet en ziekte op 9 juli 1945, twee maanden na het einde van de oorlog.
Simon bleef alleen achter en werd opgevangen door familie en vrienden. Op zestienjarige leeftijd mocht hij als student op de mansarde van het verhuurde ouderlijk huis gaan wonen. Hij startte zijn studies aan de Université libre de Bruxelles in 1949 en werd in 1954 doctor in de rechten.
In 2005 nam Simon Gronowski ontslag als voorzitter van  l'Union des déportés juifs en Belgique, filles et fils de la déportation (Vereniging van de Joodse Weggevoerden in België Dochters en Zonen der Deportatie) uit onvrede nadat de vereniging andere genocides wilden minimaliseren ten opzichte van de Shoah.
In januari 2013 zocht een oud-cipier van de Dossinkazerne contact met Gronowski. Hij toonde berouw voor zijn daden aan Gronowski's familie en smeekte hem om vergiffenis. Gronowski nam hem in zijn armen en heeft die geschonken.
In 2018 gaf Gronowski een persoonlijke rondleiding aan de Belgische koningin Mathilde bij haar bezoek aan het Mechelse museum over de Holocaust en Mensenrechten Kazerne Dossin.
In 2024 werd — ongeveer op de plek waar hij uit de wagon sprong — een kunstwerk van Koenraad Tinel geplaatst over zijn sprong. In 2025 werden Gronowski en Tinel geëerd een Ereteken van de Vlaamse Gemeenschap, de eerste die werd uitgereikt met het oog op mensenrechten. Beide mannen overleefden de Tweede Wereldoorlog en ondanks dat Tinel in een collaborerend gezin opgroeide, werden ze vrienden. Naar aanleiding van de nationale feestdag dat jaar werd Gronowski door de koning benoemd tot grootofficier in de Kroonorde.